# Pterolophia longula
Pterolophia longula är en skalbaggsart som beskrevs av Stephan von Breuning 1938. Pterolophia longula ingår i släktet Pterolophia och familjen långhorningar.
Artens utbredningsområde är Myanmar. Inga underarter finns listade i Catalogue of Life.